# Cornulețe
Les cornulețe són pastes romaneses i moldaves aromatitzades amb extractes o essències de vainilla o rom, a més de pela de llimona i farcides de delícies turqueses, melmelada, xocolata, canyella de sucre, nous o panses. Les cornulețe amb la forma representen una mitja lluna. Es mengen tradicionalment durant les vacances romaneses, especialment durant Nadal, o en altres ocasions especials.